# Trapani Calcio
Trapani Calcio, thường được gọi là Trapani, là một câu lạc bộ bóng đá Ý có trụ sở tại Trapani, Sicily.
Chúng có biệt danh là Granata (Maroons), giống như trang phục thi đấu của đội.

## Lịch sử

### Tóm lại
Trong lịch sử của câu lạc bộ, họ đã chơi chủ yếu ở các giải đấu Serie C và D. Trong mùa giải 2013, họ đã chơi ở Serie B lần đầu tiên trong lịch sử của câu lạc bộ.
Đến nay, vị trí cao nhất giải đấu mà câu lạc bộ đã kết thúc sau mùa giải 1929-30 là thứ 2 trong cấp độ cao thứ ba của bóng đá Ý, một vị trí mà câu lạc bộ đạt được 3 lần, Prima Divisione trong mùa giải 1934-35, Serie C trong mùa 1960-61  và một lần nữa trong mùa 1962-63.
Trước khi mùa giải 1929-1930, câu lạc bộ chơi trong một mùa giải tại bộ phận bóng đá cấp độ cao nhất trong mùa giải 1921-1922, nhưng đã bỏ giải, bị mất 6 trận.
Trong những năm gần đây, vị trí cao nhất mà câu lạc bộ đạt được là thứ 4 trong cấp độ cao thứ ba của bóng đá Ý, sau đó được gọi là Serie C1, trong mùa giải 1994-95, kết quả tốt hơn trong mùa giải 2011-12 khi Trapani đạt được vị trí thứ hai trong cùng một bộ phận. Trong suốt lịch sử lâu dài của họ, Trapani đã giành được ít nhất sáu chức vô địch giải đấu được ghi nhận ở nhiều bộ phận khác nhau.

### Thành lập
Nguồn gốc của câu lạc bộ có thể được bắt nguồn từ năm 1905; vào ngày 2 tháng 4 năm đó, tờ báo địa phương Gazzetta di Trapani đã chạy một quảng cáo yêu cầu những người trẻ tuổi thành lập một hiệp hội bóng đá cho Trapani. Câu lạc bộ được thành lập, bởi giáo sư Ugolino Montagna và Abele Mazzarese bản địa trẻ để đại diện cho thị trấn Tây-Sicilia được đặt tên là Unione Sportiva Trapanese. Đây là một trong những đội lâu đời nhất trên đảo, sau Palermo và Messina.
Chủ tịch đầu tiên của US Trapanese là Giuseppe Platamone và câu lạc bộ đã chơi các trò chơi của họ tại Via Spalti. Trận đấu chính thức đầu tiên của câu lạc bộ diễn ra với Palermo vào tháng 10 năm 1908, đội Palermitan giàu kinh nghiệm hơn đã giành chiến thắng khi ghi được 12 bàn thắng. Tuy nhiên, Trapanese đã bị trả về, chơi những trận derby địa phương đối đầu với các đội từ Marsala và Erice. Năm 1915 dừng lại vì Thế chiến thứ nhất.

### Thời hậu chiến
Sau chiến tranh, năm 1921, ba đội đã trỗi dậy; Vigor, Bencivegna và Drepanum. Trong mùa giải 1921-22, Vigor đã hoàn thành thứ 6 trong bộ phận Sicilia của giải vô địch quốc gia CCI (Confederazione Calcistica Italiana). Vào ngày 22 tháng 1 năm 1923, một vụ sáp nhập đã diễn ra giữa Vigor và Drepanum, câu lạc bộ đã quyết định hồi sinh tên trước đó là US Trapanese.
Vào tháng 6 năm 1926, tên của câu lạc bộ đã được đổi thành AS Trapani. Trong mùa giải 1930-31, dưới cái tên Juventus Trapani, câu lạc bộ đã giành được sự thăng hạng từ III Divisione lên II Divisione, mùa giải tiếp theo họ đã được thăng hạng lần nữa vào đầu những năm 1930 tương đương với Serie C. Họ đã hoàn thành ở vị trí thứ 8 tại Serie C trong mùa giải 1942-43, nhưng sau đó bóng đá ở Ý đã bị hoãn lại trong Thế chiến thứ hai.

### Những năm 1940, 50 và 60
Ngay sau Thế chiến II, câu lạc bộ đã sử dụng tên AS Trapani trong một mùa, trước khi đổi tên thành AS Drepanum. Họ được đưa vào Serie C, vào thời điểm đó, được chia thành nhiều nhóm khu vực. Đối với mùa giải 1947-1948, họ đủ điều kiện tham gia Serie C mới, nhỏ hơn; thậm chí còn xếp trên Messina. Thật không may cho câu lạc bộ, họ đã xuống hạng Serie D, trong mùa giải 1949 1950 sau khi kết thúc vị trí thứ hai từ dưới lên.

### Những năm 1990: đỉnh cao và suy giảm
Với cựu cầu thủ Serie A Ignazio Arcoleo làm huấn luyện viên trưởng, Trapani đã trải qua hai lần thăng hạng liên tiếp từ Serie D đến Serie C1 vào đầu những năm 1990.
Năm 1995, một đội bóng mạnh và có trình độ bao gồm hầu hết các cầu thủ trẻ đầy triển vọng như Marco Materazzi và những cầu thủ bóng đá địa phương giàu kinh nghiệm hơn như Francesco Galeoto đủ điều kiện tham dự vòng play-off thăng hạng, nhưng cuối cùng thua Gualdo của Walter Novellino ở bán kết với một bàn thắng muộn ghi vào thời điểm cuối trận đấu. Sau đó, Trapani trải qua một sự suy giảm chậm nhưng liên tục, mặc dù đã cố gắng lặp lại những thành công trong quá khứ: Arcoleo rời Trapani để huấn luyện cho Palermo cùng với một số cầu thủ giỏi nhất, bao gồm cả Galeoto. Câu lạc bộ sau đó đã xuống hạng Serie C2 vào năm 1997, Serie D vào năm 2000 và thậm chí cả Eccellenza trong mùa giải 2005-06, bất chấp nỗ lực muộn của Arcoleo và cựu ngôi sao Gaetano Vasari để cứu đội bóng khỏi sự xuống hạng. Ngoài ra, câu lạc bộ cũng bị trừ 12 điểm cho mùa giải 2006-07 vì dàn xếp tỷ số được Liên đoàn bóng đá phạt. Trong chiến dịch Eccellenza năm 2006, Trapani, được huấn luyện bởi cựu tiền vệ Parma Tarcisio Catanan, đã kết thúc giai đoạn mùa giải ở vị trí thứ mười một, và cứu khỏi sự xuống hạng sau khi giành chiến thắng trong trận play-off xuống hạng với Terrasini với chiến thắng 5-0. Từ năm 2007 trở đi, Trapani thi đấu ở Serie D với rất ít thành công.

### Từ Serie D đến Serie B
Năm 2009, chủ tịch Vittorio Morace đã bổ nhiệm Roberto Boscaglia làm huấn luyện viên trưởng mới, với mục đích đưa câu lạc bộ trở lại chuyên nghiệp; trong mùa giải đầu tiên của mình, Trapani đã kết thúc với vị trí á quân sau Milazzo. Tuy nhiên, sau đó vào tháng 8, do số lượng các câu lạc bộ giải thể ở các hạng đấu cao hơn, Trapani đã được nhận vào 2010-11 Lega Pro Seconda Divisione (trước đây là Serie C2), do đó chấm dứt sự vắng mặt 13 năm của câu lạc bộ khỏi hàng ngũ chuyên nghiệp.
Trong năm 2010-11, Trapani kết thúc với vị trí á quân tại Lega Pro Seconda Divisione nhóm C, và liên tiếp giành chiến thắng trong trận play-off thăng hạng cho Lega Pro Prima Divisione. Trong mùa giải đầu tiên ở giải hạng ba, Trapani đã làm mọi người ngạc nhiên khi đứng đầu giải đấu chống lại tất cả các tỷ lệ cược; tuy nhiên, một cuộc khủng hoảng cuối mùa đã dẫn đến việc người Sicilia bị Spezia vượt qua trong tuần áp chót của mùa giải và mất suất thăng hạng trực tiếp. Trong các trận play-off thăng hạng tiếp theo, Trapani đã đánh bại Cremonese ở bán kết, nhưng sau đó thua một trận chung kết hai chân trước đội hạng tư Lanciano. Tuy nhiên, trong mùa giải tiếp theo, Trapani đã lên ngôi vô địch (lần này ở bảng A) và cuối cùng được thăng hạng Serie B lần đầu tiên. Trong 2015-16, với Serse Cosmi là huấn luyện viên của họ, họ đã kết thúc ở vị trí thứ 3, thua Pescara trong trận chung kết. Tuy nhiên, họ đã khởi đầu mùa giải tồi tệ sau đó, sa thải Cosmi vào ngày 30 tháng 11 với câu lạc bộ ở vị trí cuối cùng. Việc bổ nhiệm Alessandro Calori đã chứng kiến sự cải thiện về phong độ, và kết thúc mùa giải ở vị trí thứ 19, trong nhóm play-off xuống hạng. Thật không may, vị trí thứ 18 Ternana đã hoàn thành năm điểm trên Granata, có nghĩa là câu lạc bộ đã xuống hạng Serie C cho mùa giải 2017-18.
Mùa giải đầu tiên của Trapani trở lại tầng thứ ba, với Calori vẫn đang nắm quyền, đã chứng kiến Granata kết thúc ở vị trí thứ ba (sau US Lecce và Catania) và sau đó bị loại ở vòng playoff bởi những người chiến thắng cuối cùng là Cosenza.
Trong mùa hè năm 2018, quyền sở hữu của Trapani đã thông báo ý định bán câu lạc bộ và giảm ngân sách do các vấn đề tài chính và pháp lý xung quanh công ty mẹ Ustica Lines. Vincenzo Italiano được thuê làm huấn luyện viên trưởng mới thay cho Calori, với Raffaele Rubino làm giám đốc bóng đá, cho mùa giải mới.

## Đối thủ
Các đối thủ chính của Trapani là Marsala 1912 và Mazara, tương ứng từ các thành phố lân cận Marsala và Mazara del Vallo. Một cuộc ganh đua với Palermo cũng tồn tại, nhưng hiếm khi được tranh cãi: Palermo và Trapani chỉ vài lần gặp nhau ở Serie C1, và làm mới cuộc cạnh tranh của họ trong chiến dịch 2013-14 Serie B.

## Danh dự
Lega Pro Prima Divisione:
- Vô địch: 2012-13

Serie C2:
- Vô địch: 1993-94

Serie D:
- Vô địch: 1971-72, 1984-85

Division II:
- Vô địch: 1931-32

Division III:
- Vô địch: 1930-31

Liên vùng:
- Vô địch: 1992-93

## Quản lý cũ đáng chú ý
- liên_kết=|viền Heinrich Schönfeld (1930-33)
- liên_kết=|viền Achille Piccini (1949-50)
- liên_kết=|viền Ferenc Plemich (1953)
- liên_kết=|viền Gastone Prendato (1955-57), (1961-62)
- liên_kết=|viền Leandro Remondini (1962-63)
- liên_kết=|viền Alberto Eliani (1972-73)
- liên_kết=|viền Egizio Rubino (1977-79)
- liên_kết=|viền Washington Cacciavillani (1981-83)
- liên_kết=|viền Mario Facco (1989-1890)
- liên_kết=|viền Ignazio Arcoleo (1992-95)
- liên_kết=|viền Ivo Iaconi (1996-97)
- liên_kết=|viền Ezio Capuano (1999 -00)
- liên_kết=|viền Tarcisio Catan (2006-08)
- liên_kết=|viền Roberto Boscaglia (2009-15)
- liên_kết=|viền Serse Cosmi (2015-)